# Tour Keangnam de Hanoï
La tour Keangnam est un gratte-ciel situé dans le district de Nam Tu Liem à Hanoï au Viêt Nam.

## Description
Ce gratte-ciel a 72 étages et 3 sous-sols. Il fait 336 m de haut. La construction a été commencée en 2007 et a été achevée en 2011. Il a été le plus haut gratte-ciel du Vietnam jusqu'en juin 2018.
L'investissement de 1,05 milliard de USD vient de la société de Corée du Sud Keangnam.
Deux tours jumelles résidentielles de 212 mètres pour 49 étages sont situées à côté de la tour principale. 

## Galerie

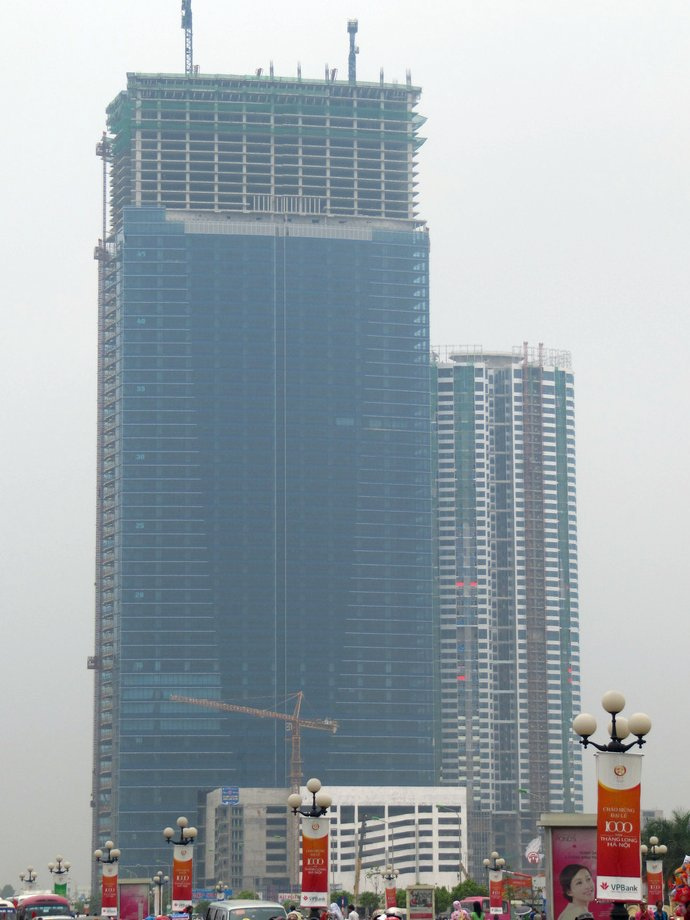
La tour (2010).
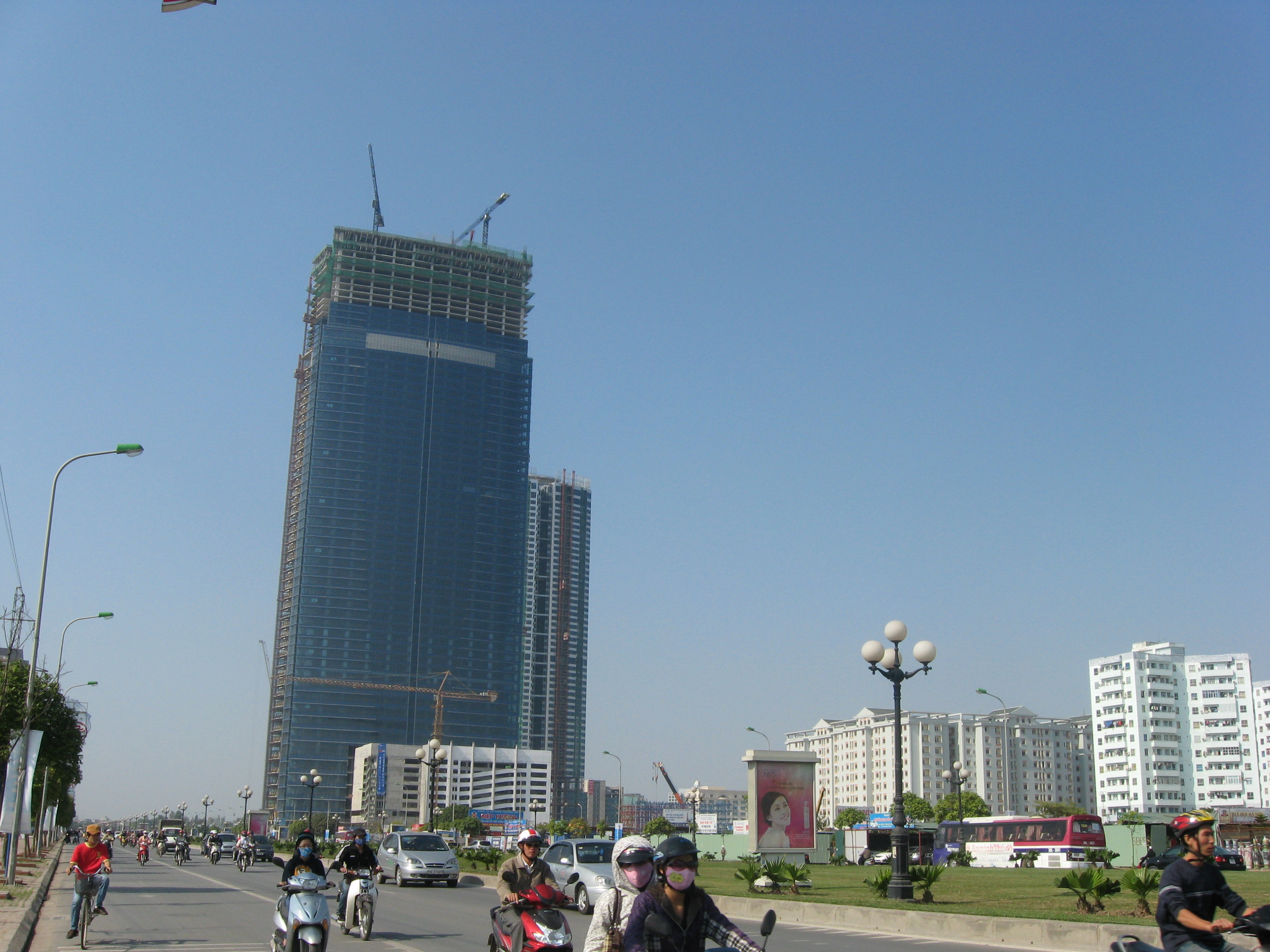
La tour (2010).
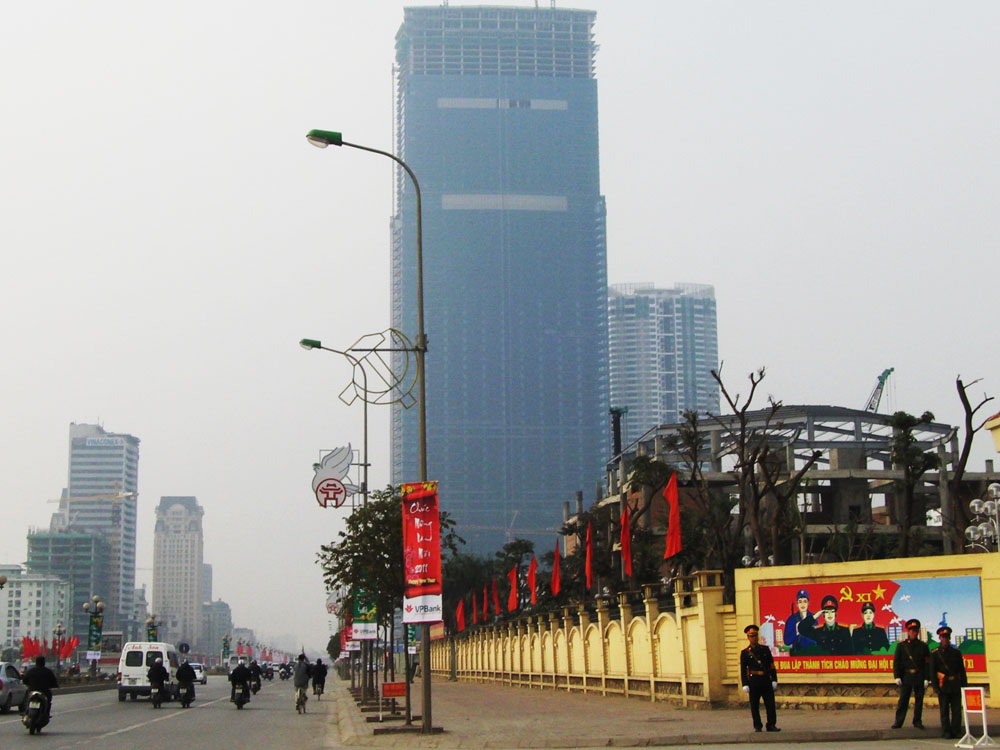
La tour (2011).
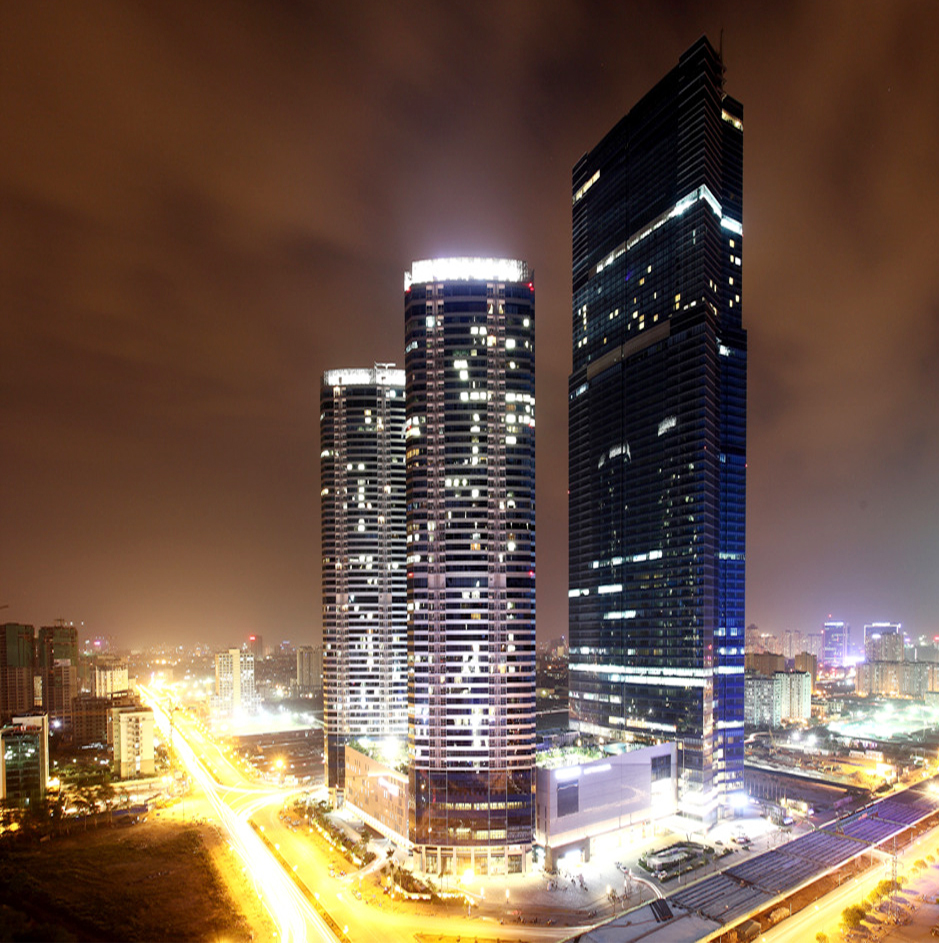
La tour (2012).